# Pterygophyllum pennatum
Pterygophyllum pennatum là một loài Rêu trong họ Hookeriaceae. Loài này được (Labill.) Brid. mô tả khoa học đầu tiên năm 1819.